# Xiphophorus malinche
Xiphophorus malinche — вид живородних прісноводних риб родини пецілієвих (Poeciliidae).

## Назва
Вид названо на честь індіанки Малінче (1496—1529), яка була рабинею, перекладачкою та коханкою Ернана Кортеса.

## Поширення
Ендемік Мексики. Поширений у річках в штатах Веракрус та Ідальго на сході країни.

## Опис
Дрібна рибка, завдовжки до 5,5 см.

## Спосіб життя
Мешкає у швидкоплинних потоках із піщаним дном та густою рослинністю. Всеїдний. Живиться рослинами, рачками, хробаками, комахами.